# Ashok Gehlot

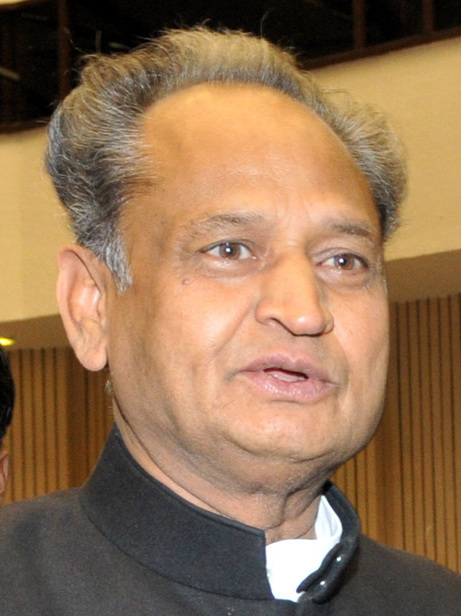
Ashok Gehlot (2012)

Ashok Gehlot (Hindi: अशोक गहलोत, * 3. Mai 1951 in Jodhpur) ist ein indischer Politiker des Indischen Nationalkongress (INC). Er war vom 17. Dezember 2018 bis 15. Dezember 2023 Chief Minister von Rajasthan. Dieses Amt bekleidete er bereits 1998 bis 2003 und danach wieder 2008 bis 2013.
Gehlot ist studierter Volkswirtschaftler und als Sozialpolitiker seit 1980 im Unterhaus des indischen Parlaments (Lok Sabha) tätig. Er wurde von Premierministerin Indira Gandhi gefördert, die frühzeitig sein politisches Potential erkannte. Seitdem bekleidet er leitende Positionen in verschiedenen Ministerien.
Gehlot ist Hindu und seit 1977 mit Sunita Gehlot verheiratet. Er hat 2 Kinder und lebt in Jodhpur im Bundesstaat Rajasthan.